# Avittonia albidentata
Avittonia albidentata là một loài bướm đêm trong họ Noctuidae.